# Immunodeficienza comune variabile
L'immunodeficienza comune variabile (CVID) è una categoria clinico-diagnostica che comprende un gruppo eterogeneo di soggetti, in genere adulti, che presentano una serie di manifestazioni cliniche comuni dovute ad un difetto di produzione delle classi più importanti di immunoglobuline.

## Epidemiologia
L'immunodeficienza comune variabile è la seconda più comune immunodeficienza primitiva. Ha una prevalenza di circa 1:50,000, interessa soprattutto soggetti dai 20 ai 40 anni e colpisce indifferentemente entrambi i sessi. La diagnosi viene posta nel 20% dei casi in età infantile.

## Eziologia e patogenesi
L'immunodeficienza comune variabile è una categoria diagnostica; in questo senso, esistono molteplici terreni genetici che pur condividendo le stesse manifestazioni cliniche, sono differenti sia per i geni coinvolti sia per le tappe patogenetiche che portano all'immunodeficienza.
 Il destino comune è un'alterazione, più o meno profonda, della capacità di produzione di anticorpi da parte dei linfociti B, che rimangono in grado di riconoscere l'antigene ma non di maturare in cellule mature. La malattia da deficit di IgA rappresenta un estremo clinico, con analogo substrato patogenetico, della CVID.

## Clinica
La CVID è caratterizzata da una serie di manifestazioni cliniche tipiche di immunodeficienza anticorpale, con maggiore predisposizione a infezione da germi piogeni (Staphylococcus aureus, Haemophilus influenzae e Streptococcus pyogenes) e possibile ricorrenza delle malattie esantematiche (morbillo, varicella, rosolia). I soggetti colpiti dimostrato una precipua incapacità (spesso diagnostica) di rispondere alla vaccinazione con tossoide tetanico, difterico e pertussico. Altre manifestazioni cliniche sono:
- febbre
- perdita di peso
- linfoadenopatia
- bronchiectasia
- artrite
- malattie infiammatorie croniche intestinali
- diarrea cronica, per la presenza di sindrome da malassorbimento, infezioni da Giardia o da batteri.
- gastrite atrofica e anemia perniciosa (da malassorbimento)
- anemia (da disordine cronico)
- epilessia
- splenomegalia
- epatomegalia
- linfoma (raro)

Tali manifestazioni cliniche sono dovute ad una polarizzazione patologica del sistema immunitario che, in assenza di un'adeguata risposta umorale, va incontro a fenomeni iperplastici nel tentativo di compensare il deficit. La manifestazione tipica è la linfoadenopatia cervicale, ma che può coinvolgere anche linfonodi profondi quali quelli splenici o intestinali con conseguente alterazione del transito e sindrome da malassorbimento. Il maggior rischio di linfoma è dovuto alla presenza di attiva proliferazione delle cellule del sistema immunitario, con aumento relativo dei fenomeni di mutazione genica.

## Diagnosi
In un contesto anamnestico ed obiettivo compatibile, la diagnosi viene confermata grazie a reperti di laboratorio e strumentali. I primi devono documentare la mancanza o l'assenza di immunoglobuline nel siero del soggetto; i secondi possono documentare tramite radiografia polmonare e intestinale dopo pasto baritato le alterazioni tipiche descritte in clinica. Particolare rilievo assume la biopsia in grado di documentare l'iperplasia in più distretti linfonodali in assenza di alterazioni di tipo neoplastico.

## Terapia
I vari presidi terapeutici devono essere volti verso la risoluzione delle manifestazioni organo-specifiche; sono necessari antibiotici, antimicotici, antivirali o antiparassitari in base alla documentata infezione sottostante. In alcuni soggetti, può rendersi necessaria la terapia continua con somministrazione di immunoglobuline endovena.